# François Bertrand
Pour les articles homonymes, voir Bertrand et François Bertrand (homonymie).
François Bertrand est un résistant et homme d'affaires français né à Paris le 3 avril 1919 et mort le 9 janvier 2013 à Rueil-Malmaison.

## Biographie
Il naît dans une famille originaire à la fois du Périgord et de Touraine. Titulaire d'un DES de philosophie (obtenu à la faculté catholique de Lyon), il est également diplômé du CPA[Quoi ?] en 1952.
Jeune aspirant de 1940, il rejoint la Résistance intérieure. En 1943, refusant d'abandonner dans l'épreuve des jeunes travailleurs requis par le STO, il part en mission en Allemagne comme commissaire adjoint des chantiers de la Jeunesse. Il dirige l'important camp de travailleurs de Heydebreck, en Haute-Silésie, voisin d'un kommando du camp de la mort d'Auschwitz-Birkenau. Il tente là de protéger les jeunes requis du service du travail obligatoire et des Chantiers contre la propagande des nazis et des collaborationnistes français, et se bat pour l'amélioration de leurs conditions de vie et de travail. Son indéniable charisme doublé d'un patriotisme intransigeant (il organise des saluts au drapeau tricolore en plein territoire nazi) lui valent un grand ascendant sur ses hommes. Les Allemands l'ont vite dans le collimateur et obtiennent sa mutation. Il est arrêté par la Gestapo à la fin de l'année 1944, puis condamné à mort par le SD de Cassel pour avoir participé activement à la création d'un réseau de résistance franco-allemand.
Il arrive au « petit camp » de Buchenwald au début du mois d'avril 1945, matricule 139 865. Du 7 au 28 avril, il subit le sort de ses compagnons dans le convoi menant de Buchenwald à Dachau. C'est cette expérience qu'il raconte dans son livre. À ce convoi, 85 % des déportés ne survivront pas. Libéré par les troupes américaines le 29 avril, il est finalement rapatrié en France le 18 juin 1945.
Après la guerre, il reprend une carrière civile. Il est successivement cadre supérieur chez l'Oréal (1948-1951), directeur international des parfums Christian Dior (de 1952 à 1979), administrateur de plusieurs sociétés du groupe Moët-Hennessy (1980-1984) ; PDG de RoC au Benelux, marque appartenant au groupe américain Johnson & Johnson qui l’a rachetée à LVMH en 1993 ; il a été également conseiller honoraire du Commerce extérieur de la France jusqu'à sa mort.
En marge de cette carrière professionnelle, il s'engage dans un certain nombre d'actions humanitaires. Son expérience de déporté n'est pas étrangère à ce choix. Cofondateur de Prisonniers sans frontières, il a également été administrateur et trésorier national du Secours catholique (Caritas France) pendant dix ans (1984-1994). Son action lui a valu la reconnaissance de l'État (il est commandeur de l'Ordre national du Mérite), mais aussi celle du Vatican qui lui a conféré la dignité de Grand-croix de l'Ordre de Saint-Grégoire-le-Grand.
À titre militaire, il est officier de la Légion d'honneur depuis le 17 janvier 1976, titulaire de la croix de guerre 1939-1945 avec palme, décoré de la Croix du combattant volontaire de la Résistance et titulaire de l'Insigne des blessés militaires. Il est promu au grade de commandeur de la Légion d'honneur le 14 juillet 2011.
C'est à son œuvre de témoin que François Bertrand accorde toute son énergie jusqu'à sa mort, conscient que, pour reprendre l'expression d'Elie Wiesel : « Oublier, c'est se choisir complice. »

## Vie familiale
Il est le père de Laurence, Jean-Marie Dominique, et Anne. Son fils Jean-Marie Bertrand, connu comme chef de cuisine étoilé, ayant successivement fait sa carrière chez Lasserre (Paris), Beaumanière (aux Baux-de-Provence), au Festival (Cannes), au Royal Windsor Hotel (Bruxelles), Intercontinental (Singapour) et ayant tragiquement fini sa carrière au Sheraton Mirage à Cairns en Australie avec une brigade d'une centaine de personnes et cinq restaurants. François Bertrand est le grand-père de Jeremy Bertrand.